# Küchelscheid
Küchelscheid ist ein Dorf in der Gemeinde Bütgenbach im Osten Belgiens mit 77 Einwohnern (2020).

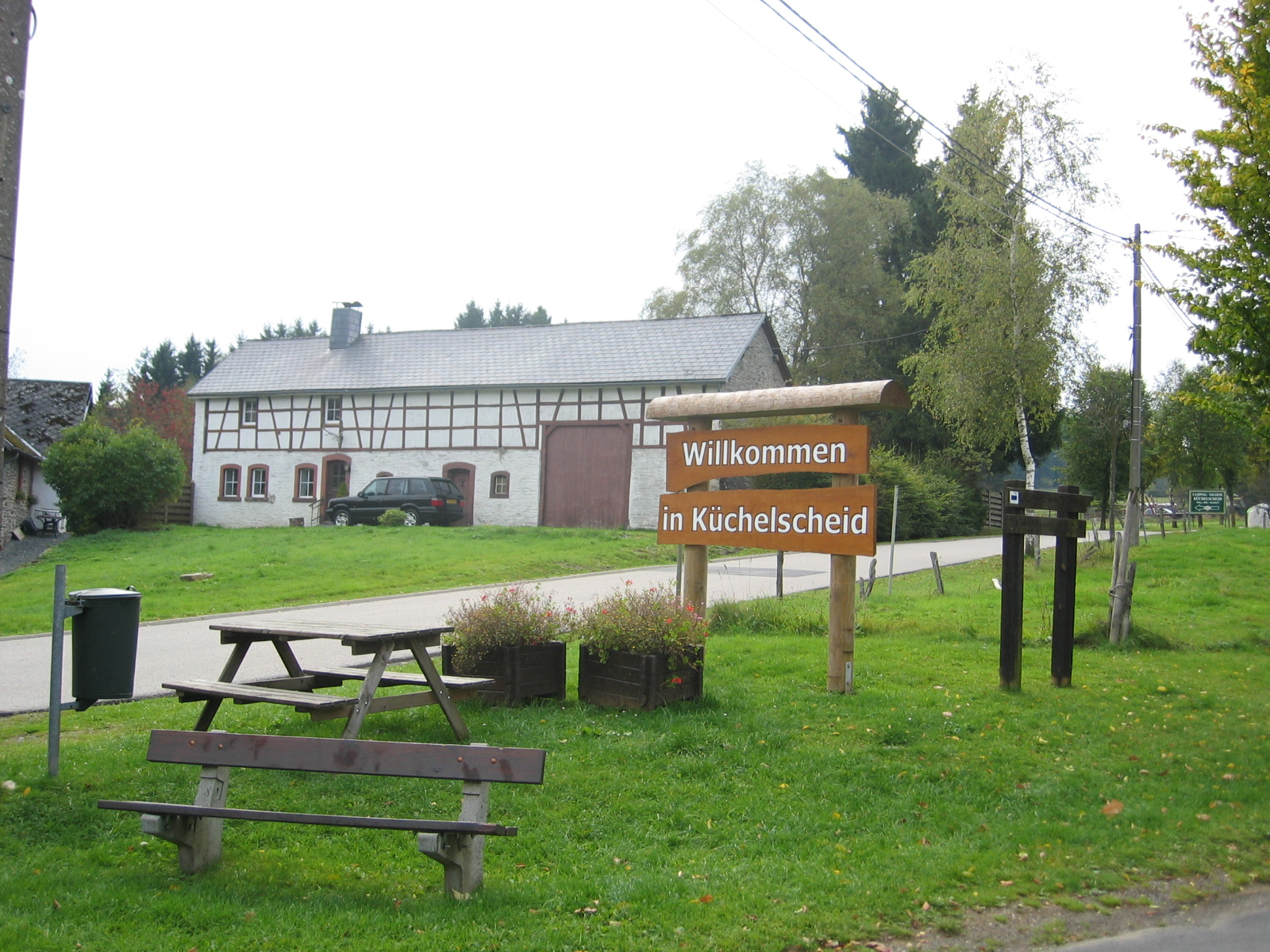
Küchelscheid im hohen Venn

Das Dorf liegt direkt an der Grenze zum deutschen Ort Kalterherberg zwischen dem Schwarzbach und der Rur und gehört zum Gebiet der Deutschsprachigen Gemeinschaft Belgiens. Zwischen der Rur und dem Breitenbach liegt Leykaul. Über Küchelscheid führt die einzige Verkehrsverbindung zur deutschen Exklave Ruitzhof. Nahbei befindet sich der Bahnhof Kalterherberg  der stillgelegten Vennbahnstrecke, die zum Vennbahnradweg umgebaut wurde und in das RAVeL-Netz integriert ist.
Seit 1998 steht in Küchelscheid eine Messstelle der Wetterstation Kalterherberg der Schweizer Gesellschaft Meteosat, die für ihre Minustemperaturrekorde in der Eifel bekannt ist.

## Geschichte
Die Sprach- und Staatengrenze verlief seit dem Mittelalter im Tal an Schwarz- und Breitenbach. Mit Ende der Regentschaft Napoleons fiel das Rheinland 1815 an Preußen. Dort gehörte Küchelscheid zur Gemeinde Nidrum und Leykaul zur Gemeinde Elsenborn im Kreis Malmedy der Rheinprovinz. Das Gebiet wurde nach dem Ersten Weltkrieg aufgrund des Versailler Vertrages von 1919 im Jahre 1920 an Belgien abgetreten. Im Zweiten Weltkrieg ab 1940 wieder zum Deutschen Reich gehörig, wurde es 1944 durch die Alliierten wieder befreit. Nach dem Zweiten Weltkrieg, am 1. April 1949, wurden auch die westlichen Teile des ehemals zu Kalterherberg gehörenden Dorfes Leykaul sowie mehrere Bauernhöfe temporär zu Belgien geschlagen. Die Ortschaft bestand vormals aus zwei Teilen, dem Hauptort Küchelscheid und dem kleineren Leykaul, wurde aber nach dem Zweiten Weltkrieg getrennt. Der Deutsch-Belgische Grenzvertrag von 1956 regelte u. a. die Rückgabe bestimmter Teilgebiete an Deutschland. Dies erfolgte am 28. August 1958 (BGBl. II S. 262).
Auf der Ferraris-Karte von 1771 wird für diesen Zeitraum lediglich eine Wassermühle für Getreide an der Rur, aber keine weitere Besiedlung angegeben.

## Tourismus

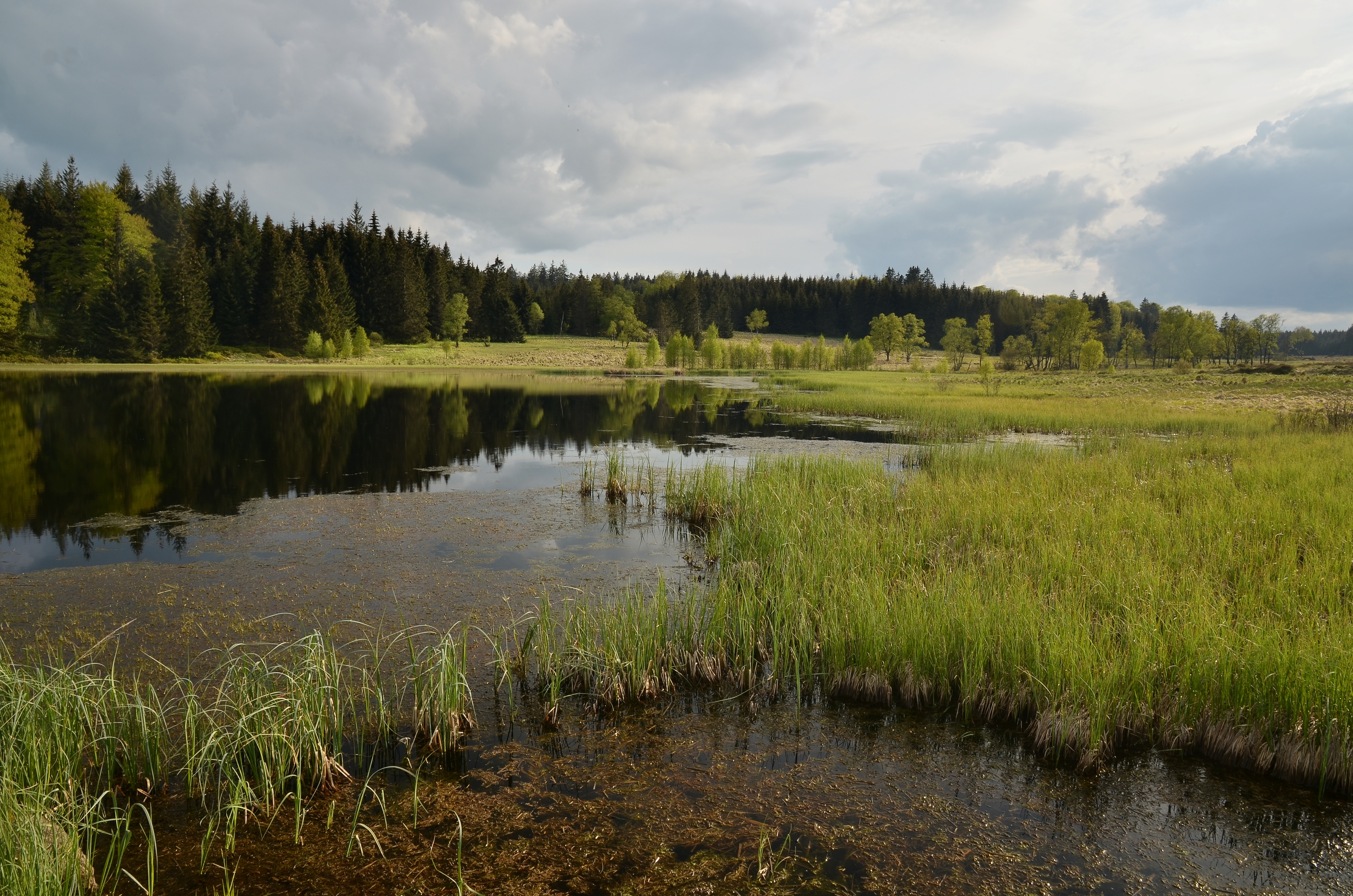
Der Schwarzbachsee im Hohen Venn bei Küchelscheid

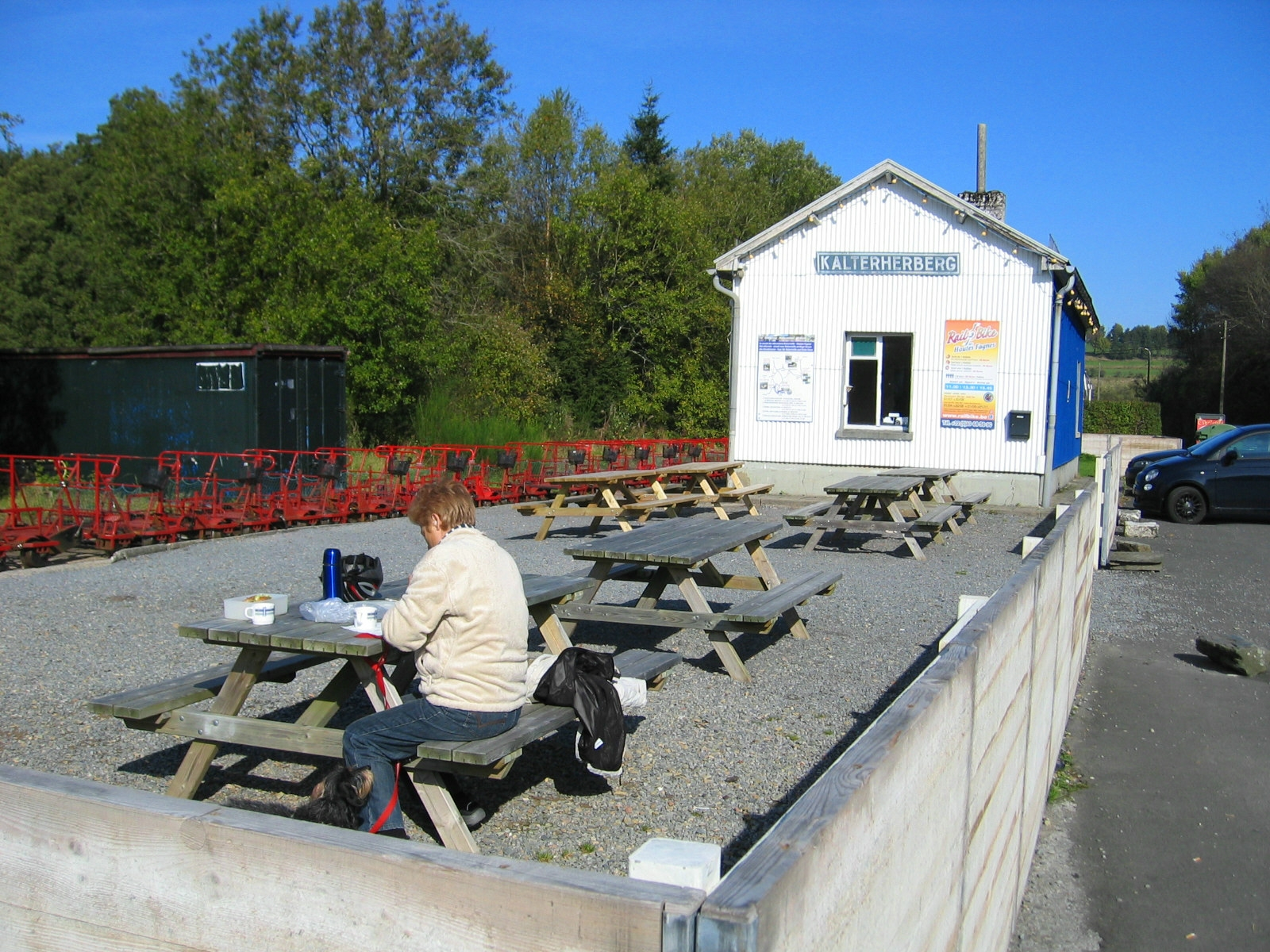
Ehemaliger Bahnhof Kalterherberg, unmittelbar östlich von Küchelscheid

Nahe dem Hohen Venn in einer abwechslungsreichen Landschaft gelegen, haben sich diverse Übernachtungs- und Gastronomieangebote etabliert. Die Anbindung an Vennbahnradweg und Rurufer-Radweg führt wandernde oder radfahrende Besucher in den Ort.